# José Luis Aldecoa Juaristi
José Luis Aldecoa Juaristi (Portugalete, 1901-Bilbao, 1970) fue un pediatra español fundador en 1940 de la primera clínica de lactantes en el País Vasco y de uno de los nueve centros de prematuros que UNICEF promovió en España.

## Biografía y trayectoria profesional
Nació en Portugalete, municipio de la provincia de Vizcaya. Siguiendo la profesión de su padre, en 1924 se licenció en Medicina por la Universidad de Madrid.y atraído por la medicina infantil cursó estudios y obtuvo el título de Médico Puericultor.
En 1927 obtuvo la plaza de Inspector Municipal de Sanidad en Madrid y tras doctorarse en 1930 se instaló en Portugalete.
En 1934 consiguió por oposición la plaza de jefe de los servicios vizcaínos de Puericultura y fue nombrado posteriormente director de la Escuela de Puericultura del Norte de España.
Como Puericultor del Estado realizó una labor de formación y preparación de enfermeras y bajo sus auspicios se iniciaron los cursos para matronas, cuidadoras y médicos que propició la existencia de un extenso plantel de técnicos y diplomados.
En 1940 fundó la Clínica de Lactantes, primera de su clase en Vizcaya y en 1957 instaló el segundo de los nueve centros de prematuros que la UNICEF promovió en España. Fueron los primeros centros de atención especializada para los niños prematuros en España que representaban el 6 % de los nacimientos.
Fue asimismo presidente de la Junta provincial de Protección de Menores y miembro del Patronato Antituberculoso de la Junta de Sanidad.
En 1945 se le concedió la encomienda de la Orden Civil de Sanidad y fue nombrado Hijo Predilecto de Portugalete.
En 1969 en el transcurso de la VII Reunión Anual de la Asociación Española de Pediatría celebrada en San Sebastián se nombró a José Luis Aldecoa Socio de Honor de la Asociación.

## Publicaciones

Entre sus publicaciones cabe destacar las memorias de la Clínica de niños lactantes de Vizcaya, de los años 1947-1948-1949-1951.
Otras publicaciones fueron:
- Defensa del niño frente a los trastornos nutritivos.(1942)[7]

- Alimentación del niño prematuro.(1960)[8]